# 스즈키 도시오 (연출가)
스즈키 도시오(일본어: 鈴木敏夫, 1948년 8월 19일 ~ )는 일본의 편집자, 영화 프로듀서이다. 주식회사 스튜디오 지브리의 대표이사이다.

## 생애
일본 아이치현 나고야시 출신. 게이오 대학교 문학부 졸업. 1972년 도쿠마쇼텐 입사. 처음에는 주간 아사히 예능 기획부 소속이었지만, 1973년 아동소년편집부로 이동. 1978년 '아니메주' 창간에 관여. 1981년 '아니메주' 지면에서 미야자키 하야오 특집을 기획함. 1982년 '바람 계곡의 나우시카' 연재 개시. 이후 '바람 계곡의 나우시카'의 영화화 과정에서 미야자키 감독의 뜻에 따라 타카하타 이사오에게 프로듀서 일을 맡아달라고 설득함. 이후 다카하타 이사오와 함께 '바람 계곡의 나우시카' 영화 제작을 지원함. 제2대 '아니메주' 편집장. 1989년 스튜디오 지브리에 이적. 이후 스튜디오 지브리의 영화 전작품 프로듀서를 맡음.

## 영향
스즈키 도시오가 스튜디오 지브리에 끼친 영향은 막대한 것이었다.
그는 미야자키 하야오의 아들
미야자키 고로를 스튜디오 지브리에 영입하고,아니메주 이후에
다카하타 이사오와 미야자키 하야오가 영화 제작을 하는 데 있어서 프로듀서의 역할뿐만
아니라 중재자의 역할을 하기도 했다.

## 출연
- 꿈과 광기의 왕국
- 河伊兒의 고물상